# ژان فان دن بوش
ژان فان دن بوش (انگلیسی: Jean Van Den Bosch; ۵ اوت ۱۸۹۸ – ۱ ژوئیهٔ ۱۹۸۵) دوچرخه‌سوار اهل بلژیک بود.